# Raymundo Vasconcellos de Aboim
Raymundo Vasconcellos de Aboim (Rio de Janeiro, 3 de julho de 1898 - 20 de outubro de 1990) foi o primeiro engenheiro aeronáutico brasileiro e sul-americano.

## Biografia
Raymundo Vasconcellos de Aboim era filho de Tibério Ribeiro Aboim e Ernestina Vasconcellos Aboim. Ingressou na Escola Naval em 1 de maio de 1915, concluindo o curso de guarda-marinha em 1 de novembro de 1918. Em 15 de agosto de 1919, realizou o vôo pioneiro do Correio Aéreo da Esquadra, inaugurando o serviço criado pela Marinha naquele mesmo ano. Graduou-se em 11 de fevereiro de 1920.
Logo após a sua graduação foi promovido a primeiro-tenente, servindo na própria Escola como auxiliar das Oficinas de Estrutura por quase um ano, de 23 de abril de 1921 a 24 de julho de 1922, quando foi enviado à Inglaterra para realizar o curso de pós-graduação em Engenharia Aeronáutica no Imperial College of Science and Technology, tornando-se o primeiro engenheiro aeronáutico brasileiro e também sul-americano.
Na Escola de Aviação Naval também serviu na Esquadrilha de Bombardeio, de 8 de setembro de 1924 a 21 de dezembro do mesmo ano. De 4 de janeiro de 1926 a 30 de outubro de 1928 foi comandante da Esquadrilha de Caça. De 31 de outubro de 1928 a 10 de setembro de 1930, foi instrutor do Curso de Artífice e Comandante de Esquadrilha, no Centro de Aviação Naval. Foi ainda Chefe da Divisão Administrativa do Centro de Aviação, de 11 de setembro de 1930 a 13 de novembro do mesmo ano, e serviu na Diretoria de Aeronáutica Naval de 17 de dezembro de 1930 a 19 de janeiro de 1932.
Em 28 de agosto de 1946, assumiu o cargo de Diretor-Geral do Material da Aeronáutica, onde permaneceu até 1951. Durante esse período, mais precisamente em 1948, foi promovido a brigadeiro-do-ar. Em 3 de junho de 1960, foi elevado a tenente-brigadeiro-do-ar. E em 27 de maio de 1964, a marechal-do-ar.